# Liste des planètes mineures non numérotées découvertes en octobre 2006
Pour un article plus général, voir Liste des planètes mineures non numérotées découvertes en 2006.
Pour un article plus général, voir Liste des planètes mineures.
Cet article dresse la liste des planètes mineures (astéroïdes, centaures, objets transneptuniens et assimilés) non numérotées découvertes en octobre 2006 dans l'ordre de leur découverte.
Au 15 janvier 2025, 661 077 des 1 434 993 planètes mineures répertoriées par le Centre des planètes mineures ne sont pas encore numérotées, soit 46,07 %.

## Rappel concernant la désignation provisoire
La désignation provisoire indique l'ordre de découverte de ces objets. En effet, cette désignation est composée de l'année de découverte (par exemple 2006) suivie de la quinzaine (demi-mois) de découverte (p.e. A = 1-15 janvier) puis de l'ordre de découverte dans cette quinzaine. Cet ordre est indiqué par une lettre et éventuellement un chiffre comme suit : A pour la première découverte, B pour la deuxième, ..., Z pour la 25e (le I n'est pas utilisé pour éviter la confusion avec 1), A1 pour la 26e, B1 pour la 27e, etc. , Z1 pour la 50e, A2 pour la 51e, B2 pour la 52e, etc. L'ordre de la numérotation ne suit donc pas l'ordre alphanumérique. 2006 AA1 suit ainsi 2006 AZ et précède 2006 AB1.

## Liste

### Du1erau 15 octobre 2006
- 2006 TA
- 2006 TD
- 2006 TF
- 2006 TL
- 2006 TO
- 2006 TR
- 2006 TD1
- 2006 TF1
- 2006 TW1
- 2006 TD2
- 2006 TF2
- 2006 TR2
- 2006 TT2
- 2006 TM3
- 2006 TX3
- 2006 TH4
- 2006 TD5
- 2006 TE5
- 2006 TJ5
- 2006 TL5
- 2006 TP5
- 2006 TJ6
- 2006 TL6
- 2006 TQ6
- 2006 TU6
- 2006 TB7
- 2006 TG7
- 2006 TJ7
- 2006 TR7
- 2006 TT7
- 2006 TA8
- 2006 TC8
- 2006 TX8
- 2006 TA9
- 2006 TB9
- 2006 TA10
- 2006 TJ10
- 2006 TH12
- 2006 TA13
- 2006 TK13
- 2006 TN14
- 2006 TU14
- 2006 TH15
- 2006 TQ15
- 2006 TD16
- 2006 TE16
- 2006 TO16
- 2006 TS18
- 2006 TH20
- 2006 TB21
- 2006 TV22
- 2006 TB24
- 2006 TK25
- 2006 TW26
- 2006 TC27
- 2006 TT28
- 2006 TC29
- 2006 TF30
- 2006 TN30
- 2006 TY30
- 2006 TJ31
- 2006 TL31
- 2006 TO31
- 2006 TR31
- 2006 TX31
- 2006 TE32
- 2006 TS32
- 2006 TJ33
- 2006 TL33
- 2006 TQ33
- 2006 TA35
- 2006 TM35
- 2006 TV36
- 2006 TC37
- 2006 TE38
- 2006 TG39
- 2006 TS39
- 2006 TC40
- 2006 TW40
- 2006 TG41
- 2006 TZ41
- 2006 TX42
- 2006 TD50
- 2006 TJ50
- 2006 TO50
- 2006 TK53
- 2006 TH54
- 2006 TU54
- 2006 TJ56
- 2006 TO56
- 2006 TH57
- 2006 TN57
- 2006 TL58
- 2006 TR58
- 2006 TF59
- 2006 TS59
- 2006 TU59
- 2006 TV59
- 2006 TJ60
- 2006 TY60
- 2006 TW66
- 2006 TO67
- 2006 TW68
- 2006 TX70
- 2006 TF73
- 2006 TF74
- 2006 TU75
- 2006 TF77
- 2006 TW77
- 2006 TD78
- 2006 TH78
- 2006 TZ78
- 2006 TZ81
- 2006 TJ82
- 2006 TJ83
- 2006 TN83
- 2006 TU83
- 2006 TX83
- 2006 TL84
- 2006 TM84
- 2006 TB85
- 2006 TJ85
- 2006 TB86
- 2006 TV86
- 2006 TA87
- 2006 TQ87
- 2006 TN88
- 2006 TZ89
- 2006 TZ92
- 2006 TQ93
- 2006 TW93
- 2006 TW95
- 2006 TY95
- 2006 TG96
- 2006 TW96
- 2006 TP97
- 2006 TO98
- 2006 TQ98
- 2006 TF99
- 2006 TJ100
- 2006 TQ100
- 2006 TO101
- 2006 TL104
- 2006 TF105
- 2006 TR105
- 2006 TL106
- 2006 TE107
- 2006 TX107
- 2006 TZ107
- 2006 TP108
- 2006 TQ108
- 2006 TR110
- 2006 TS110
- 2006 TT110
- 2006 TV110
- 2006 TW110
- 2006 TC111
- 2006 TL111
- 2006 TO111
- 2006 TP111
- 2006 TW111
- 2006 TZ111
- 2006 TD112
- 2006 TE112
- 2006 TJ112
- 2006 TM112
- 2006 TP112
- 2006 TQ112
- 2006 TR112
- 2006 TX112
- 2006 TD113
- 2006 TE113
- 2006 TF113
- 2006 TG113
- 2006 TK113
- 2006 TL113
- 2006 TM113
- 2006 TZ113
- 2006 TG114
- 2006 TK114
- 2006 TM114
- 2006 TN114
- 2006 TU114
- 2006 TV114
- 2006 TE115
- 2006 TL115
- 2006 TO115
- 2006 TT115
- 2006 TY115
- 2006 TA116
- 2006 TL116
- 2006 TN116
- 2006 TP116
- 2006 TQ116
- 2006 TV116
- 2006 TB117
- 2006 TG117
- 2006 TO117
- 2006 TR117
- 2006 TZ117
- 2006 TE118
- 2006 TJ118
- 2006 TT118
- 2006 TU118
- 2006 TV118
- 2006 TB119
- 2006 TJ119
- 2006 TA120
- 2006 TJ120
- 2006 TR120
- 2006 TS120
- 2006 TX120
- 2006 TC121
- 2006 TK121
- 2006 TS121
- 2006 TX121
- 2006 TA122
- 2006 TC122
- 2006 TF122
- 2006 TG122
- 2006 TJ122
- 2006 TR122
- 2006 TS122
- 2006 TY122
- 2006 TD123
- 2006 TJ123
- 2006 TP123
- 2006 TT123
- 2006 TY123
- 2006 TD124
- 2006 TQ124
- 2006 TF125
- 2006 TO125
- 2006 TP125
- 2006 TS125
- 2006 TT125
- 2006 TU125
- 2006 TV125
- 2006 TQ126
- 2006 TS126
- 2006 TB127
- 2006 TE127
- 2006 TN127
- 2006 TR127
- 2006 TZ127
- 2006 TC128
- 2006 TS128
- 2006 TT128
- 2006 TU128
- 2006 TX128
- 2006 TM129
- 2006 TP129
- 2006 TG130
- 2006 TH130
- 2006 TJ130
- 2006 TK130
- 2006 TM130
- 2006 TO130
- 2006 TP130
- 2006 TQ130
- 2006 TN131
- 2006 TQ131
- 2006 TX131
- 2006 TD132
- 2006 TF132
- 2006 TL132
- 2006 TY132
- 2006 TD133
- 2006 TE133
- 2006 TF133
- 2006 TG133
- 2006 TM133
- 2006 TO133
- 2006 TR133
- 2006 TG134
- 2006 TL134
- 2006 TU134
- 2006 TW134
- 2006 TE135
- 2006 TJ135
- 2006 TK135
- 2006 TL135
- 2006 TM135
- 2006 TC136
- 2006 TE136
- 2006 TN136
- 2006 TQ136
- 2006 TU136
- 2006 TW136
- 2006 TX136
- 2006 TY136
- 2006 TZ136
- 2006 TB137
- 2006 TD137
- 2006 TE137
- 2006 TF137
- 2006 TG137
- 2006 TM137
- 2006 TN137
- 2006 TT137
- 2006 TW137
- 2006 TX137
- 2006 TA138
- 2006 TC138
- 2006 TG138
- 2006 TJ138
- 2006 TN138
- 2006 TO138
- 2006 TR138
- 2006 TS138
- 2006 TT138
- 2006 TU138
- 2006 TG139
- 2006 TH139
- 2006 TJ139
- 2006 TK139
- 2006 TL139
- 2006 TM139
- 2006 TN139
- 2006 TO139
- 2006 TP139
- 2006 TR139
- 2006 TU139
- 2006 TV139
- 2006 TW139
- 2006 TX139
- 2006 TY139
- 2006 TK140
- 2006 TM140
- 2006 TN140
- 2006 TO140
- 2006 TP140
- 2006 TQ140
- 2006 TR140
- 2006 TS140
- 2006 TU140
- 2006 TY140
- 2006 TC141
- 2006 TD141
- 2006 TH141
- 2006 TK141
- 2006 TL141
- 2006 TM141
- 2006 TN141
- 2006 TO141
- 2006 TP141
- 2006 TS141
- 2006 TT141
- 2006 TX141
- 2006 TB142
- 2006 TC142
- 2006 TD142
- 2006 TF142
- 2006 TG142
- 2006 TH142
- 2006 TQ142
- 2006 TV142
- 2006 TW142
- 2006 TZ142
- 2006 TB143
- 2006 TD143
- 2006 TJ143
- 2006 TN143
- 2006 TO143
- 2006 TR143
- 2006 TT143
- 2006 TU143
- 2006 TW143
- 2006 TX143
- 2006 TG144
- 2006 TH144
- 2006 TJ144
- 2006 TK144
- 2006 TN144
- 2006 TO144
- 2006 TQ144
- 2006 TR144
- 2006 TT144
- 2006 TU144
- 2006 TV144
- 2006 TW144
- 2006 TX144
- 2006 TY144
- 2006 TZ144
- 2006 TA145
- 2006 TB145
- 2006 TC145
- 2006 TD145
- 2006 TF145
- 2006 TG145
- 2006 TJ145
- 2006 TK145
- 2006 TL145
- 2006 TN145
- 2006 TP145
- 2006 TQ145
- 2006 TR145
- 2006 TT145
- 2006 TV145
- 2006 TW145
- 2006 TX145
- 2006 TY145
- 2006 TZ145
- 2006 TA146
- 2006 TC146
- 2006 TD146
- 2006 TE146
- 2006 TF146
- 2006 TG146
- 2006 TH146
- 2006 TJ146
- 2006 TK146
- 2006 TM146
- 2006 TN146
- 2006 TP146
- 2006 TQ146
- 2006 TR146
- 2006 TS146
- 2006 TT146
- 2006 TV146
- 2006 TY146
- 2006 TZ146
- 2006 TA147
- 2006 TB147
- 2006 TC147
- 2006 TD147
- 2006 TE147
- 2006 TF147
- 2006 TG147
- 2006 TH147
- 2006 TJ147
- 2006 TK147
- 2006 TL147
- 2006 TM147
- 2006 TN147
- 2006 TO147
- 2006 TP147
- 2006 TQ147
- 2006 TR147
- 2006 TS147
- 2006 TU147
- 2006 TV147
- 2006 TW147
- 2006 TX147
- 2006 TY147

### Du 16 au 31 octobre 2006
- 2006 UB
- 2006 UE
- 2006 UF
- 2006 UJ
- 2006 UL
- 2006 UN
- 2006 UO
- 2006 UR
- 2006 UW
- 2006 UK1
- 2006 UV1
- 2006 UX1
- 2006 UB2
- 2006 UH3
- 2006 UQ3
- 2006 UF4
- 2006 UH4
- 2006 UV4
- 2006 UX4
- 2006 UA5
- 2006 UQ9
- 2006 UT10
- 2006 UG11
- 2006 UM12
- 2006 UQ12
- 2006 UW12
- 2006 UM14
- 2006 UK15
- 2006 UP15
- 2006 UY16
- 2006 UA17
- 2006 UB17
- 2006 UD17
- 2006 UE17
- 2006 UF17
- 2006 UK17
- 2006 UM17
- 2006 UP17
- 2006 UQ17
- 2006 UT17
- 2006 UU17
- 2006 UY17
- 2006 UL18
- 2006 UO18
- 2006 UX18
- 2006 UA19
- 2006 UC19
- 2006 UF19
- 2006 UH19
- 2006 UO19
- 2006 UY19
- 2006 UC20
- 2006 UN20
- 2006 UO20
- 2006 UV20
- 2006 UC21
- 2006 UP21
- 2006 UT21
- 2006 UY21
- 2006 UZ21
- 2006 UC22
- 2006 UH22
- 2006 UH23
- 2006 UL23
- 2006 UN23
- 2006 UC24
- 2006 UD24
- 2006 UQ24
- 2006 UU24
- 2006 UW24
- 2006 UK25
- 2006 UO25
- 2006 UW25
- 2006 UA26
- 2006 UF26
- 2006 UJ26
- 2006 UK26
- 2006 UM26
- 2006 US26
- 2006 UU26
- 2006 UH27
- 2006 UM28
- 2006 UO28
- 2006 UV28
- 2006 UX28
- 2006 UZ28
- 2006 UB29
- 2006 UE29
- 2006 UK29
- 2006 UT29
- 2006 UU29
- 2006 UY29
- 2006 UO30
- 2006 UQ30
- 2006 UG31
- 2006 UN31
- 2006 UY31
- 2006 UA32
- 2006 UC32
- 2006 UV32
- 2006 UW32
- 2006 UY32
- 2006 UP33
- 2006 UQ33
- 2006 UH34
- 2006 UB35
- 2006 UD35
- 2006 UM35
- 2006 UB36
- 2006 UG37
- 2006 UW37
- 2006 UO38
- 2006 UY38
- 2006 UZ38
- 2006 UA39
- 2006 UX39
- 2006 UB40
- 2006 UD40
- 2006 UL40
- 2006 UN41
- 2006 UC42
- 2006 UE42
- 2006 UQ42
- 2006 UZ42
- 2006 UB43
- 2006 UC43
- 2006 UK43
- 2006 UO43
- 2006 UQ43
- 2006 UV43
- 2006 UZ43
- 2006 UM44
- 2006 UQ45
- 2006 UZ45
- 2006 UH47
- 2006 UM47
- 2006 UD48
- 2006 UR48
- 2006 UB49
- 2006 UF49
- 2006 UT49
- 2006 UU49
- 2006 UY49
- 2006 UK50
- 2006 UL50
- 2006 UB51
- 2006 UE51
- 2006 UG51
- 2006 UQ51
- 2006 UV51
- 2006 UA52
- 2006 UE52
- 2006 UW52
- 2006 UY52
- 2006 UG53
- 2006 UJ53
- 2006 UZ53
- 2006 UT54
- 2006 UB55
- 2006 UR56
- 2006 UO57
- 2006 UQ57
- 2006 US57
- 2006 UV57
- 2006 UH58
- 2006 UJ58
- 2006 UN58
- 2006 UR58
- 2006 UZ58
- 2006 UB59
- 2006 UD59
- 2006 UV59
- 2006 UJ60
- 2006 UL60
- 2006 UM60
- 2006 UQ60
- 2006 UK62
- 2006 UE63
- 2006 UF63
- 2006 US63
- 2006 UT63
- 2006 UA64
- 2006 UC64
- 2006 UD64
- 2006 UE64
- 2006 UA65
- 2006 UC65
- 2006 UK65
- 2006 UZ65
- 2006 UA66
- 2006 UB66
- 2006 UD66
- 2006 UP66
- 2006 UQ66
- 2006 UB67
- 2006 UP68
- 2006 UY68
- 2006 UY69
- 2006 UZ69
- 2006 US71
- 2006 UE72
- 2006 UQ72
- 2006 UD73
- 2006 UO73
- 2006 UU73
- 2006 UA74
- 2006 UU74
- 2006 UH75
- 2006 UL75
- 2006 UV75
- 2006 UW75
- 2006 UX75
- 2006 UH76
- 2006 UJ76
- 2006 UN76
- 2006 UV76
- 2006 UX76
- 2006 UB78
- 2006 UJ78
- 2006 UF79
- 2006 UL79
- 2006 UW79
- 2006 UY79
- 2006 UL80
- 2006 UC81
- 2006 UD82
- 2006 UN82
- 2006 UL83
- 2006 UX83
- 2006 UL84
- 2006 UV85
- 2006 UW85
- 2006 UY85
- 2006 UH86
- 2006 UN86
- 2006 UB87
- 2006 UC90
- 2006 UA92
- 2006 UF92
- 2006 UT92
- 2006 UU92
- 2006 UX92
- 2006 UD93
- 2006 UH93
- 2006 UL93
- 2006 UN93
- 2006 UQ93
- 2006 UT93
- 2006 US94
- 2006 UU94
- 2006 UV94
- 2006 UR95
- 2006 UY95
- 2006 UG96
- 2006 UO96
- 2006 UQ96
- 2006 UW96
- 2006 UX96
- 2006 UE97
- 2006 UX97
- 2006 UN98
- 2006 UA99
- 2006 UK99
- 2006 UN99
- 2006 UX99
- 2006 UX100
- 2006 UD101
- 2006 UH101
- 2006 UO101
- 2006 UW101
- 2006 UA102
- 2006 UR102
- 2006 UD103
- 2006 UD105
- 2006 UH105
- 2006 UK105
- 2006 UF106
- 2006 UJ106
- 2006 UN106
- 2006 UX106
- 2006 UJ107
- 2006 UY107
- 2006 UB109
- 2006 UM109
- 2006 UX109
- 2006 UY109
- 2006 UO110
- 2006 UR110
- 2006 UM112
- 2006 UY112
- 2006 UL113
- 2006 UU113
- 2006 UY113
- 2006 UP114
- 2006 UQ114
- 2006 UT114
- 2006 UE115
- 2006 UG115
- 2006 UM115
- 2006 UN115
- 2006 UO115
- 2006 US115
- 2006 UY115
- 2006 UC116
- 2006 UE116
- 2006 UL116
- 2006 UU116
- 2006 UV116
- 2006 UK117
- 2006 UM117
- 2006 UN117
- 2006 UR117
- 2006 US117
- 2006 UY117
- 2006 UO118
- 2006 UP118
- 2006 UV118
- 2006 UX118
- 2006 UB119
- 2006 UE119
- 2006 UN119
- 2006 UO119
- 2006 UX119
- 2006 UD120
- 2006 UP120
- 2006 UQ120
- 2006 UC121
- 2006 UD121
- 2006 UJ121
- 2006 UL121
- 2006 UM121
- 2006 UO121
- 2006 US121
- 2006 UT121
- 2006 UC122
- 2006 UE122
- 2006 UJ122
- 2006 UM122
- 2006 UT122
- 2006 UW122
- 2006 UX122
- 2006 UZ122
- 2006 UD123
- 2006 UF123
- 2006 UU123
- 2006 UB124
- 2006 UL124
- 2006 UA125
- 2006 UC125
- 2006 UE125
- 2006 UJ125
- 2006 UQ125
- 2006 UW125
- 2006 UX125
- 2006 UD126
- 2006 UR126
- 2006 UE127
- 2006 UG127
- 2006 UB128
- 2006 UN128
- 2006 UP128
- 2006 UG129
- 2006 UH129
- 2006 UM129
- 2006 US129
- 2006 UA130
- 2006 UF130
- 2006 UJ130
- 2006 UM130
- 2006 UT130
- 2006 UW130
- 2006 UX130
- 2006 UB131
- 2006 UO131
- 2006 UQ131
- 2006 UV131
- 2006 UD132
- 2006 UL132
- 2006 UQ132
- 2006 UJ133
- 2006 UO133
- 2006 US133
- 2006 UV133
- 2006 UB134
- 2006 UG134
- 2006 UO134
- 2006 UR134
- 2006 UT134
- 2006 UW134
- 2006 UB135
- 2006 UF135
- 2006 UQ135
- 2006 UT135
- 2006 UA136
- 2006 UG136
- 2006 UY136
- 2006 UZ136
- 2006 UF137
- 2006 UK137
- 2006 UN137
- 2006 UO137
- 2006 UP137
- 2006 UC138
- 2006 UJ138
- 2006 US138
- 2006 UU138
- 2006 UW138
- 2006 UO139
- 2006 UE140
- 2006 UV140
- 2006 UP141
- 2006 UD142
- 2006 UO142
- 2006 UQ142
- 2006 US142
- 2006 UB143
- 2006 UQ145
- 2006 UM146
- 2006 UZ146
- 2006 UE147
- 2006 UO147
- 2006 UV147
- 2006 UX147
- 2006 UG148
- 2006 UO148
- 2006 UU148
- 2006 UW148
- 2006 UX148
- 2006 UZ148
- 2006 UA149
- 2006 UB149
- 2006 UM149
- 2006 UG150
- 2006 UL150
- 2006 UN150
- 2006 UP150
- 2006 UV150
- 2006 UB151
- 2006 UC151
- 2006 UW151
- 2006 UY151
- 2006 UB152
- 2006 UK152
- 2006 UR152
- 2006 UE153
- 2006 UJ153
- 2006 UC154
- 2006 UE154
- 2006 UJ154
- 2006 UT154
- 2006 UY154
- 2006 UZ154
- 2006 UB155
- 2006 UG155
- 2006 UJ155
- 2006 UT155
- 2006 UE156
- 2006 UR156
- 2006 UG157
- 2006 UH157
- 2006 UK157
- 2006 UP157
- 2006 US157
- 2006 UV157
- 2006 UW157
- 2006 UZ157
- 2006 UE158
- 2006 UH158
- 2006 UJ158
- 2006 UN158
- 2006 UU158
- 2006 UX158
- 2006 UY158
- 2006 UB159
- 2006 UK159
- 2006 UT159
- 2006 UW159
- 2006 UC160
- 2006 UJ160
- 2006 UL160
- 2006 UO160
- 2006 UP160
- 2006 UT160
- 2006 UA161
- 2006 UD161
- 2006 UJ161
- 2006 UQ161
- 2006 US161
- 2006 UY161
- 2006 UB162
- 2006 UC162
- 2006 UD162
- 2006 UG162
- 2006 UH162
- 2006 US162
- 2006 UV162
- 2006 UY162
- 2006 UA163
- 2006 UB163
- 2006 UD163
- 2006 UL163
- 2006 UM163
- 2006 UP163
- 2006 UT163
- 2006 UB164
- 2006 UC164
- 2006 UG164
- 2006 UH164
- 2006 US164
- 2006 UH165
- 2006 UR165
- 2006 UY165
- 2006 UA166
- 2006 UO166
- 2006 UP166
- 2006 UU166
- 2006 UW166
- 2006 UK167
- 2006 UO167
- 2006 UP167
- 2006 UU167
- 2006 UK168
- 2006 UN168
- 2006 UO168
- 2006 US168
- 2006 UU168
- 2006 UV168
- 2006 UY168
- 2006 UD169
- 2006 UF169
- 2006 UJ169
- 2006 UN169
- 2006 UO169
- 2006 UT169
- 2006 UE170
- 2006 UJ170
- 2006 UM170
- 2006 UP170
- 2006 UX170
- 2006 UA171
- 2006 UC171
- 2006 UY171
- 2006 UP172
- 2006 US172
- 2006 UZ172
- 2006 UC173
- 2006 UD173
- 2006 UA177
- 2006 UB177
- 2006 UK177
- 2006 UN184
- 2006 UY184
- 2006 UC185
- 2006 UE185
- 2006 UF185
- 2006 UH185
- 2006 UJ185
- 2006 UQ185
- 2006 UQ189
- 2006 UY190
- 2006 UU193
- 2006 UF194
- 2006 UY194
- 2006 UZ194
- 2006 UC195
- 2006 UE195
- 2006 UF195
- 2006 UL195
- 2006 UU195
- 2006 UW195
- 2006 UC196
- 2006 UN196
- 2006 UO196
- 2006 UP196
- 2006 UA197
- 2006 UX197
- 2006 UO198
- 2006 UP198
- 2006 UW200
- 2006 UV202
- 2006 UE203
- 2006 UX204
- 2006 UF205
- 2006 UK205
- 2006 UP205
- 2006 UK206
- 2006 UL206
- 2006 UN206
- 2006 UT206
- 2006 UX206
- 2006 UY206
- 2006 UB207
- 2006 UF207
- 2006 UV207
- 2006 UZ207
- 2006 UJ208
- 2006 UE209
- 2006 UH210
- 2006 UK211
- 2006 UQ212
- 2006 UH213
- 2006 UL214
- 2006 UO214
- 2006 UK215
- 2006 UL215
- 2006 UV215
- 2006 UY215
- 2006 UZ215
- 2006 UA216
- 2006 UN216
- 2006 UP216
- 2006 UQ216
- 2006 UK217
- 2006 UP217
- 2006 UR217
- 2006 UU217
- 2006 UP218
- 2006 UA219
- 2006 US222
- 2006 UR223
- 2006 UA224
- 2006 UL224
- 2006 UK228
- 2006 UX229
- 2006 UM230
- 2006 UN230
- 2006 UO230
- 2006 UX231
- 2006 UN233
- 2006 UP233
- 2006 UB234
- 2006 UC234
- 2006 UD235
- 2006 UN235
- 2006 UP235
- 2006 UQ235
- 2006 US235
- 2006 UW235
- 2006 UX235
- 2006 UB236
- 2006 UC236
- 2006 UJ236
- 2006 UL236
- 2006 UT236
- 2006 UU236
- 2006 UW236
- 2006 UC237
- 2006 UF237
- 2006 UO237
- 2006 UP237
- 2006 US237
- 2006 UU237
- 2006 UV237
- 2006 UK238
- 2006 UL238
- 2006 UQ238
- 2006 UQ239
- 2006 UT239
- 2006 UU239
- 2006 UW239
- 2006 UX239
- 2006 UG240
- 2006 UH240
- 2006 UK240
- 2006 UR240
- 2006 UO241
- 2006 UV241
- 2006 UA242
- 2006 UE242
- 2006 UN242
- 2006 UQ242
- 2006 UT242
- 2006 UV242
- 2006 UR243
- 2006 UU243
- 2006 UG244
- 2006 UL244
- 2006 UN244
- 2006 UO244
- 2006 UY244
- 2006 UK245
- 2006 UR245
- 2006 UU245
- 2006 UA246
- 2006 UC246
- 2006 UH246
- 2006 UR246
- 2006 UV246
- 2006 UX246
- 2006 UZ246
- 2006 UJ247
- 2006 UN247
- 2006 UQ247
- 2006 UW247
- 2006 UL248
- 2006 UR248
- 2006 US248
- 2006 UT248
- 2006 UV248
- 2006 UD249
- 2006 UH249
- 2006 UJ249
- 2006 UK249
- 2006 UL249
- 2006 UM249
- 2006 UN249
- 2006 UO249
- 2006 UQ249
- 2006 US249
- 2006 UT249
- 2006 UU249
- 2006 UB250
- 2006 UH250
- 2006 UR250
- 2006 US250
- 2006 UV250
- 2006 UY250
- 2006 UN251
- 2006 UB252
- 2006 UD252
- 2006 UG252
- 2006 UQ252
- 2006 US252
- 2006 UZ252
- 2006 UC253
- 2006 UN253
- 2006 UZ253
- 2006 UE254
- 2006 UM254
- 2006 UQ254
- 2006 UR254
- 2006 UC255
- 2006 UF255
- 2006 UQ255
- 2006 UV255
- 2006 UK256
- 2006 UX256
- 2006 UF257
- 2006 UK257
- 2006 UP257
- 2006 UW257
- 2006 UX257
- 2006 UF258
- 2006 UH258
- 2006 UA259
- 2006 UG259
- 2006 UK259
- 2006 UM259
- 2006 UN259
- 2006 UR259
- 2006 UZ259
- 2006 UK260
- 2006 UP260
- 2006 UT260
- 2006 UA261
- 2006 UH261
- 2006 UJ261
- 2006 UL261
- 2006 UQ261
- 2006 UR261
- 2006 US261
- 2006 UT261
- 2006 UA262
- 2006 UC262
- 2006 UN262
- 2006 UN263
- 2006 UP263
- 2006 US263
- 2006 UY263
- 2006 US264
- 2006 UV264
- 2006 UB265
- 2006 UA267
- 2006 UP267
- 2006 UT267
- 2006 UP268
- 2006 UD269
- 2006 UE269
- 2006 UF269
- 2006 UO269
- 2006 UY269
- 2006 UC270
- 2006 UM270
- 2006 UP270
- 2006 UY270
- 2006 UV271
- 2006 UX271
- 2006 UU273
- 2006 UM274
- 2006 UW274
- 2006 UJ275
- 2006 UP275
- 2006 UQ275
- 2006 UV275
- 2006 UZ275
- 2006 UE276
- 2006 UL276
- 2006 UZ276
- 2006 UB277
- 2006 UE277
- 2006 UF277
- 2006 UG277
- 2006 UJ277
- 2006 UK277
- 2006 UL277
- 2006 UN277
- 2006 US277
- 2006 UT277
- 2006 UU277
- 2006 UB278
- 2006 UD278
- 2006 UV278
- 2006 UY278
- 2006 UZ278
- 2006 UA279
- 2006 UD279
- 2006 UO279
- 2006 UQ279
- 2006 UY279
- 2006 UZ279
- 2006 UA280
- 2006 UB280
- 2006 UQ280
- 2006 UA282
- 2006 UU282
- 2006 UT283
- 2006 UU283
- 2006 UW283
- 2006 UX283
- 2006 UY283
- 2006 UB284
- 2006 UQ284
- 2006 UB285
- 2006 UU285
- 2006 UH286
- 2006 UJ286
- 2006 UQ287
- 2006 US287
- 2006 UT287
- 2006 UY287
- 2006 UA288
- 2006 UB288
- 2006 UZ288
- 2006 UD289
- 2006 UM289
- 2006 UQ289
- 2006 UY289
- 2006 UG290
- 2006 UR290
- 2006 UZ290
- 2006 UL291
- 2006 UM291
- 2006 UQ293
- 2006 UW293
- 2006 UX293
- 2006 UZ293
- 2006 UK294
- 2006 US294
- 2006 UU294
- 2006 UF295
- 2006 UH295
- 2006 UA296
- 2006 UC296
- 2006 UD296
- 2006 UE296
- 2006 UF296
- 2006 UW296
- 2006 UA297
- 2006 UO297
- 2006 UR297
- 2006 UU297
- 2006 UZ297
- 2006 UC298
- 2006 UF298
- 2006 UG298
- 2006 UM298
- 2006 UR298
- 2006 UF299
- 2006 UH299
- 2006 UK299
- 2006 UN299
- 2006 UU299
- 2006 UV299
- 2006 UY299
- 2006 UC300
- 2006 UE300
- 2006 UF300
- 2006 UH300
- 2006 UP300
- 2006 UU300
- 2006 UW300
- 2006 UX300
- 2006 UD301
- 2006 UE301
- 2006 UK301
- 2006 UL301
- 2006 UQ301
- 2006 UA302
- 2006 UF302
- 2006 UO302
- 2006 UA303
- 2006 UF303
- 2006 UJ303
- 2006 UM303
- 2006 US303
- 2006 UY303
- 2006 UC304
- 2006 UG304
- 2006 UM304
- 2006 UN304
- 2006 UT304
- 2006 UX304
- 2006 UB305
- 2006 UQ305
- 2006 UZ305
- 2006 UA306
- 2006 UD306
- 2006 UG306
- 2006 UH306
- 2006 UN306
- 2006 UB307
- 2006 UC307
- 2006 UT307
- 2006 UA308
- 2006 UN308
- 2006 UP308
- 2006 UR308
- 2006 US308
- 2006 UX308
- 2006 UZ308
- 2006 UB309
- 2006 UG309
- 2006 UL309
- 2006 UO309
- 2006 UW309
- 2006 UX309
- 2006 UZ309
- 2006 UF310
- 2006 UK310
- 2006 UO310
- 2006 UU310
- 2006 UM311
- 2006 UY311
- 2006 UB312
- 2006 UJ313
- 2006 UL313
- 2006 UN313
- 2006 UP313
- 2006 UQ313
- 2006 UV313
- 2006 UW313
- 2006 UZ313
- 2006 UB314
- 2006 UE314
- 2006 UG314
- 2006 UN314
- 2006 UZ314
- 2006 UL315
- 2006 UR315
- 2006 US315
- 2006 UT315
- 2006 UY315
- 2006 UA316
- 2006 UF316
- 2006 UM316
- 2006 US316
- 2006 UW316
- 2006 UZ316
- 2006 UC317
- 2006 UJ317
- 2006 UM317
- 2006 UN317
- 2006 UP317
- 2006 UQ317
- 2006 UT317
- 2006 UU317
- 2006 UY317
- 2006 UG318
- 2006 UJ318
- 2006 UK318
- 2006 UM318
- 2006 UN318
- 2006 UO318
- 2006 UR318
- 2006 UT318
- 2006 UU318
- 2006 UA319
- 2006 UN319
- 2006 UR319
- 2006 US319
- 2006 UV319
- 2006 UX319
- 2006 UK320
- 2006 UQ320
- 2006 UW320
- 2006 UC321
- 2006 UK321
- 2006 UM321
- 2006 UP321
- 2006 UQ321
- 2006 UR321
- 2006 US321
- 2006 UT321
- 2006 UY321
- 2006 UE322
- 2006 UH322
- 2006 UM322
- 2006 UO322
- 2006 UQ322
- 2006 UV322
- 2006 UG323
- 2006 UM323
- 2006 UR323
- 2006 UC324
- 2006 UK324
- 2006 US324
- 2006 UV324
- 2006 UY324
- 2006 UA325
- 2006 UD325
- 2006 UF325
- 2006 UO325
- 2006 UR325
- 2006 US325
- 2006 UU325
- 2006 UT327
- 2006 UC330
- 2006 UE330
- 2006 UF330
- 2006 UG330
- 2006 UK330
- 2006 UO330
- 2006 UE331
- 2006 UW331
- 2006 UA332
- 2006 UB332
- 2006 UD332
- 2006 UF332
- 2006 UM332
- 2006 UQ332
- 2006 UZ332
- 2006 UB333
- 2006 UC333
- 2006 UL333
- 2006 UR333
- 2006 US333
- 2006 UV333
- 2006 UW333
- 2006 UX333
- 2006 UZ333
- 2006 UH334
- 2006 UJ334
- 2006 UK334
- 2006 UW334
- 2006 UK335
- 2006 UR335
- 2006 UT335
- 2006 UB336
- 2006 UD336
- 2006 UF336
- 2006 UG336
- 2006 UP336
- 2006 US336
- 2006 UT336
- 2006 UW336
- 2006 UX336
- 2006 UA337
- 2006 UB338
- 2006 UE338
- 2006 UV338
- 2006 UW338
- 2006 UG339
- 2006 UK339
- 2006 UN339
- 2006 UR339
- 2006 UZ339
- 2006 UN340
- 2006 UQ340
- 2006 UZ340
- 2006 UG341
- 2006 UH341
- 2006 UM341
- 2006 UP341
- 2006 UM342
- 2006 UO342
- 2006 UN343
- 2006 UR343
- 2006 UW343
- 2006 UA344
- 2006 UC344
- 2006 UD344
- 2006 UH344
- 2006 UJ344
- 2006 UL344
- 2006 UN344
- 2006 UH345
- 2006 UL345
- 2006 UN345
- 2006 US345
- 2006 UU345
- 2006 UZ345
- 2006 UD346
- 2006 UG346
- 2006 UJ346
- 2006 UT346
- 2006 UM347
- 2006 UF348
- 2006 UL348
- 2006 UF349
- 2006 UG349
- 2006 UR349
- 2006 UV349
- 2006 UD350
- 2006 UG350
- 2006 UK350
- 2006 UZ350
- 2006 UE351
- 2006 UL351
- 2006 UM351
- 2006 UN351
- 2006 UX351
- 2006 UA352
- 2006 UC352
- 2006 UE352
- 2006 UH352
- 2006 UN352
- 2006 UP352
- 2006 UQ353
- 2006 UT353
- 2006 UB354
- 2006 UK354
- 2006 UT354
- 2006 UB355
- 2006 UD355
- 2006 UJ355
- 2006 UO355
- 2006 UU355
- 2006 UE356
- 2006 UG356
- 2006 UK356
- 2006 US356
- 2006 UO357
- 2006 UP357
- 2006 UW358
- 2006 UD359
- 2006 UK359
- 2006 UO359
- 2006 UQ359
- 2006 US359
- 2006 UY359
- 2006 UC360
- 2006 UF360
- 2006 UG360
- 2006 UL360
- 2006 UM361
- 2006 UC362
- 2006 UK363
- 2006 UU363
- 2006 UY363
- 2006 UF364
- 2006 UH364
- 2006 UK364
- 2006 UO364
- 2006 UR364
- 2006 UD365
- 2006 UU365
- 2006 UY366
- 2006 UG367
- 2006 UY368
- 2006 UC369
- 2006 UF369
- 2006 UH369
- 2006 UK369
- 2006 UL369
- 2006 UM369
- 2006 UN369
- 2006 UO369
- 2006 UW369
- 2006 UD370
- 2006 UG370
- 2006 UM370
- 2006 UN370
- 2006 UQ370
- 2006 UR370
- 2006 US370
- 2006 UT370
- 2006 UV370
- 2006 UX370
- 2006 UY370
- 2006 UZ370
- 2006 UA371
- 2006 UD371
- 2006 UF371
- 2006 UG371
- 2006 UH371
- 2006 UJ371
- 2006 UL371
- 2006 UM371
- 2006 UO371
- 2006 UP371
- 2006 UQ371
- 2006 UR371
- 2006 US371
- 2006 UT371
- 2006 UU371
- 2006 UV371
- 2006 UW371
- 2006 UX371
- 2006 UY371
- 2006 UZ371
- 2006 UA372
- 2006 UB372
- 2006 UC372
- 2006 UD372
- 2006 UE372
- 2006 UF372
- 2006 UG372
- 2006 UH372
- 2006 UJ372
- 2006 UK372
- 2006 UL372
- 2006 UM372
- 2006 UN372
- 2006 UH373
- 2006 UJ373
- 2006 UO373
- 2006 UQ373
- 2006 UP374
- 2006 US374
- 2006 UY374
- 2006 UZ374
- 2006 UA375
- 2006 UE375
- 2006 UJ375
- 2006 UP375
- 2006 UR375
- 2006 UT375
- 2006 UV375
- 2006 UC376
- 2006 UD376
- 2006 UE376
- 2006 UM376
- 2006 UP376
- 2006 UQ376
- 2006 US376
- 2006 UT376
- 2006 UV376
- 2006 UW376
- 2006 UX376
- 2006 UZ376
- 2006 UA377
- 2006 UC377
- 2006 UD377
- 2006 UV377
- 2006 UZ377
- 2006 UE378
- 2006 UF378
- 2006 UK378
- 2006 UL378
- 2006 UQ378
- 2006 UR378
- 2006 US378
- 2006 UU378
- 2006 UV378
- 2006 UC379
- 2006 UH379
- 2006 UT379
- 2006 UV379
- 2006 UW379
- 2006 UX379
- 2006 UY379
- 2006 UA380
- 2006 UL380
- 2006 UM380
- 2006 UO380
- 2006 UQ380
- 2006 UU380
- 2006 UW380
- 2006 UX380
- 2006 UY380
- 2006 UZ380
- 2006 UA381
- 2006 UB381
- 2006 UC381
- 2006 UE381
- 2006 UF381
- 2006 UH381
- 2006 UJ381
- 2006 UK381
- 2006 UL381
- 2006 UM381
- 2006 UN381
- 2006 UO381
- 2006 UQ381
- 2006 UR381
- 2006 US381
- 2006 UC382
- 2006 UD382
- 2006 UF382
- 2006 UH382
- 2006 UK382
- 2006 UL382
- 2006 UM382
- 2006 UN382
- 2006 UO382
- 2006 UT382
- 2006 UE383
- 2006 UG383
- 2006 UL383
- 2006 UM383
- 2006 UO383
- 2006 UP383
- 2006 UQ383
- 2006 UA384
- 2006 UB384
- 2006 UC384
- 2006 UD384
- 2006 UG384
- 2006 UH384
- 2006 UJ384
- 2006 UN384
- 2006 UT384
- 2006 UX384
- 2006 UB385
- 2006 UD385
- 2006 UE385
- 2006 UH385
- 2006 UJ385
- 2006 UK385
- 2006 UL385
- 2006 UM385
- 2006 UN385
- 2006 UO385
- 2006 UQ385
- 2006 UR385
- 2006 UV385
- 2006 UW385
- 2006 UX385
- 2006 UY385
- 2006 UA386
- 2006 UB386
- 2006 UD386
- 2006 UE386
- 2006 UF386
- 2006 UK386
- 2006 UL386
- 2006 UM386
- 2006 UN386
- 2006 UR386
- 2006 US386
- 2006 UU386
- 2006 UV386
- 2006 UD387
- 2006 UE387
- 2006 UF387
- 2006 UG387
- 2006 UJ387
- 2006 UK387
- 2006 UL387
- 2006 UP387
- 2006 UQ387
- 2006 UX387
- 2006 UB388
- 2006 UD388
- 2006 UE388
- 2006 UG388
- 2006 UH388
- 2006 UJ388
- 2006 UK388
- 2006 UL388
- 2006 UM388
- 2006 UN388
- 2006 UO388
- 2006 UQ388
- 2006 UT388
- 2006 UV388
- 2006 UW388
- 2006 UX388
- 2006 UY388
- 2006 UC389
- 2006 UE389
- 2006 UF389
- 2006 UG389
- 2006 UJ389
- 2006 UK389
- 2006 UQ389
- 2006 UR389
- 2006 UU389
- 2006 UW389
- 2006 UX389
- 2006 UY389
- 2006 UD390
- 2006 UE390
- 2006 UF390
- 2006 UG390
- 2006 UJ390
- 2006 UK390
- 2006 UM390
- 2006 UN390
- 2006 UO390
- 2006 US390
- 2006 UW390
- 2006 UX390
- 2006 UY390
- 2006 UZ390
- 2006 UB391
- 2006 UU391
- 2006 UV391
- 2006 UX391
- 2006 UZ391
- 2006 UA392
- 2006 UB392
- 2006 UD392
- 2006 UE392
- 2006 UF392
- 2006 UJ392
- 2006 UK392
- 2006 UM392
- 2006 UN392
- 2006 UP392
- 2006 UQ392
- 2006 US392
- 2006 UU392
- 2006 UV392
- 2006 UW392
- 2006 UX392
- 2006 UY392
- 2006 UA393
- 2006 UE393
- 2006 UF393
- 2006 UG393
- 2006 UH393
- 2006 UJ393
- 2006 UK393
- 2006 UL393
- 2006 UM393
- 2006 UN393
- 2006 UO393
- 2006 UP393
- 2006 UQ393
- 2006 UR393
- 2006 US393
- 2006 UT393
- 2006 UV393
- 2006 UY393
- 2006 UC394
- 2006 UD394
- 2006 UE394
- 2006 UF394
- 2006 UG394
- 2006 UH394
- 2006 UJ394
- 2006 UK394
- 2006 UL394
- 2006 UM394
- 2006 UR394
- 2006 UT394
- 2006 UU394
- 2006 UV394
- 2006 UW394
- 2006 UA395
- 2006 UB395
- 2006 UC395
- 2006 UF395
- 2006 UG395
- 2006 UH395
- 2006 UJ395
- 2006 UL395
- 2006 UM395
- 2006 UO395
- 2006 UP395
- 2006 UQ395
- 2006 UR395
- 2006 US395
- 2006 UT395
- 2006 UU395
- 2006 UV395
- 2006 UW395
- 2006 UY395
- 2006 UZ395
- 2006 UA396
- 2006 UB396
- 2006 UC396
- 2006 UD396
- 2006 UE396
- 2006 UF396
- 2006 UG396
- 2006 UH396
- 2006 UJ396
- 2006 UK396
- 2006 UL396
- 2006 UM396
- 2006 UN396
- 2006 UO396
- 2006 UP396
- 2006 UQ396
- 2006 UR396
- 2006 US396
- 2006 UT396
- 2006 UU396
- 2006 UV396
- 2006 UW396
- 2006 UX396
- 2006 UY396
- 2006 UZ396
- 2006 UA397
- 2006 UB397
- 2006 UC397
- 2006 UD397
- 2006 UE397
- 2006 UF397
- 2006 UG397
- 2006 UH397
- 2006 UJ397
- 2006 UK397
- 2006 UL397
- 2006 UM397
- 2006 UN397
- 2006 UO397
- 2006 UP397
- 2006 UQ397
- 2006 UR397
- 2006 US397
- 2006 UT397
- 2006 UU397
- 2006 UV397
- 2006 UW397
- 2006 UX397
- 2006 UY397
- 2006 UZ397
- 2006 UA398